# Libotov
Libotov (německy Liebthal) je obec v okrese Trutnov v Královéhradeckém kraji. Žije zde 174 obyvatel. Součástí obce je i osada Malý Libotov.

## Historie
První písemná zmínka o obci pochází z roku 1289.

## Obyvatelstvo
| Rok            | 1869 | 1880 | 1890 | 1900 | 1910 | 1921 | 1930 | 1950 | 1961 | 1970 | 1980 | 1991 | 2001 | 2011 | 2021 |
| -------------- | ---- | ---- | ---- | ---- | ---- | ---- | ---- | ---- | ---- | ---- | ---- | ---- | ---- | ---- | ---- |
| Počet obyvatel | 446  | 433  | 380  | 362  | 385  | 390  | 370  | 249  | 260  | 216  | 193  | 161  | 167  | 171  | 159  |
| Počet domů     | 86   | 86   | 86   | 84   | 82   | 80   | 87   | 69   | 62   | 58   | 59   | 62   | 62   | 64   | 64   |

## Obecní správa

### Obecní symboly
Znak a vlajka byly obci uděleny rozhodnutím předsedkyně Poslanecké sněmovny Parlamentu České republiky dne 13. května 2022.

## Pamětihodnosti
- Kaple Panny Marie Sedmibolestné